# A Skylit Drive
A Skylit Drive est un groupe américain de post-hardcore, originaire de Lodi, en Californie. Depuis 2012, le groupe se compose de Michael Jagmin (chant), Brian White (guitare basse), Nick Miller (guitare), Cory La Quay (batterie, Screaming), et Kyle Simmons (clavier, synthétiseurs, guitare basse). Les premiers membres, Jordan Blake et Joey Wilson, quittent le groupe en 2007 et en 2012, respectivement. Michael Jagmin effectue le chant depuis 2008. Depuis son départ en 2017, le groupe est en hiatus. Le groupe a fait paraître un DVD, un EP et cinq albums studio : Wires...and the Concept of Breathing en 2008, Adelphia en 2009, Identity On Fire en 2011, Rise en 2013 et ASD en 2015. 

## Historique

### Formation etShe Watched the Sky(2006–2007)
Les membres de A Skylit Drive se sont rencontrés au lycée local de Lodi, en Californie. Cory La Quay (le batteur) étudie au Franklin High School d'Elk Grove. le premier EP, She Watched the Sky, paraît au label Tragic Hero en 2007. Le groupe participe ensuite à une tournée aux côtés de Four Letter Lie, Blessthefall, Scary Kids Scaring Kids, Greeley Estates, Oh, Sleeper, The Blackout, Alesana, Before their Eyes, Dance Gavin Dance, Kenotia, Pierce the Veil, et From First to Last.
Jordan Blake quitte le groupe aux alentours de novembre 2007 à cause d'un ulcère qui l'empêchait de chanter. Le départ de Blake est planifié avec tous les membres du groupe par accord mutuel. À la suite de son départ de A Skylit Drive, Jonny Craig aide le groupe durant quelques concerts après avoir quitté son groupe Dance Gavin Dance. Un nouveau chanteur, Michael « Jag » Jagmin, les rejoint ensuite ; il s'agit du tout dernier changement dans leur line-up. Entre-temps, Craig Mabbitt (blessthefall, Escape The Fate) remplacera un temps Jonny Craig. 

### Wires...and the Concept of Breathing(2008)
Une version démo du titre Knights of the Round est effectué sur scène avec Jonny Craig, le chanteur du groupe, pendant quelques performances en novembre 2007. leur album studio intitulé Wires...and the Concept of Breathing (produit par Mitchell Marlow et Allen Jacob) est commercialisé en mai 2008,,,.
L'album atteint la 171e place au Billboard 200, la neuvième place au Top Heatseekers Chart, et la 20e au Top Independent Albums. Peu après la sortie de l'album, le groupe tourne un vidéoclip non-rémunéré de To Write Love on Her Arms, réalisé par Robby Starbuck. Ils participent au Bamboozle Left en 2008 et en fin d'année aux côtés de Sky Eats Airplane, Breathe Carolina et Emarosa. Ils participent ensuite à une tournée avec Greeley Estates, August Burns Red, Sky Eats Airplane, This or the Apocalypse, Escape the Fate, Alesana, Chiodos, et Silverstein au printemps 2008. Ils tournent également un DVD live intitulé Let Go of the Wires, commercialisé le 9 décembre 2008.

### Adelphia(2009–2010)
Dans leur DVD, Let Go of the Wires, le groupe parle d'un éventuel futur album. L'album devait s'intituler Glaciers, mais il est plus tard retiré. Le 26 mai 2009, A Skylit Drive fait paraître une nouvelle chanson Those Cannons Could Sink a Ship sur iTunes et leur page officielle MySpace. Il s'agit de la première chanson de leur nouvel album commercialisée sur iTunes. Leur second album, Adelphia est commercialisé le 9 juin 2009 et atteint la 64e place du Billboard 200. Le groupe tourne un vidéoclip pour le titre Those Cannons Could Sink A Ship! paru le 19 octobre 2009, réalisé par Spence Nicholson.
Le 8 janvier 2009, le groupe annonce, via MySpace, leur contrat avec le label Fearless Records et prévoit un nouvel album courant 2009. Ils annoncent également des dates de tournées avec Dance Gavin Dance. A Skylit Drive participe au Warped Tour en 2009. A Skylit Drive annonce ensuite une tournée avec Senses Fail qui démarre le 30 septembre 2009.

### Identity on Fire(2011)
Depuis son compte Formspring, Jagmin annonce l'écriture et l'enregistrement d'un nouvel album de A Skylit Drive, une suite de l'album Adelphia courant été 2010. En février 2010, Hassle Records annonce leur signature avec le groupe et leur tournée en Europe avec Alesana pour avril 2010. Le groupe annonce vi MySpace en mai 2010, la participation du groupe Desires of Sires à la tournée Adelphia. Michael Jagmin annonce par la suite sur Twitter l'enregistrement de nouvelles chansons.
Le groupe participe ensuite au Warped Tour 2011. le 9 septembre 2011, le groupe annonce la parution d'une de leurs reprises dans une compilation Punk Goes.... La préproduction a débuté le 12 septembre 2011.

### Du départ de Joey Wilson àRise(2012-2014)
Le 22 juillet 2012, le groupe annonce l'achèvement de la première partie de pré-production concernant leur nouvel album Identity On Fire. Ils expliquent leur intention d'entre en studio avec le producteur Cameron Mizell courant été 2013. Le 19 septembre, des rumeurs circulent chez les fans selon lesquelles Joey Wilson aurait quitté le groupe, ce que ce dernier confirmera plus tard via un communiqué sur Facebook. A Skylit Drive entre en studio le 26 octobre 2012 pour enregistrer un nouveau single ; cependant, la session d'enregistrement ne débute pas avant juin 2013. Ce nouveau single intitulé Fallen parait le 30 novembre 2012 sur leur chaîne YouTube.
Le 26 avril 2013, A Skylit Drive assiste à une conférence de presse au Pulp Summer Slam XIII Til Death Do Us Part à Manille, aux Philippines. La conférence impliquait des groupes de rock comme Coheed and Cambria et Circa Survive, et des groupes de metalcore dont DragonForce, As I Lay Dying, Cannibal Corpse, et Amoral. La dernière journée de pré-production avec Jim Wirt se déroule à Cleveland le 10 mai 2013. Le groupe achève leur nouvel album en juin 2013.
Plus tard, leur album Rise est commercialisé le 24 septembre 2013, et se vend à plus de 10 000 exemplaires sa première semaine. Il marque une semaine à succès pour A Skylit Drive et leur label Tragic Hero Records. Le 18 décembre 2013, le groupe annonce sa participation à la tournée The Unconditional Tour entre mars et avril 2014 aux côtés de The Word Alive, Memphis May Fire, Hands Like Houses et Beartooth.

### ASDet hiatus (depuis 2014)
Le 21 octobre 2014, Brian White et Cory La Quay annonce leur départ du groupe à cause de différents créatifs. 
Le 6 janvier 2015, une version acoustique de leur dernière album, alors renommé Rise: Ascension, voit le jour. Au mois de mars, le groupe annonce l'arrivée de deux nouveaux membres, Michael Labelle (ex-Of Reverie, Preeminent) à la guitare et Brandon Richter (ex-Motionless in White) à la batterie. Le 10 mars, sort le clip de Within These Walls et l'annonce d'une tournée nord-américaine. 
Le 9 octobre 2015, leur cinquième album, ASD, sort. 
À partir de septembre 2016, le groupe ne compte que quatre membres et n'a pas de batteur attitré. En mars 2017, il est annoncé que le groupe est en hiatus à la suite du départ de Michael Jagmin. Il déclarera plus tard n'avoir jamais quitté le groupe mais qu'une dispute entre lui et Nick Miller est à l'origine de la fin du groupe.  
En 2019, Michael Jagmin utilise les réseaux sociaux du groupe pour annoncer son nouveau projet musical, Signals. Ce nouveau groupe compte également Jonathan Kintz (ex-Of Mice & Men), comme membre.  

## Membres

### Membres actuels
- Nick Miller – guitare lead (2012-2017), guitare rythmique (2005–2012)
- Kyle Simmons – claviers, piano, synthétiseur (2005-2017), guitare rythmique (2012–2015), basse (2014-2017), batterie, percussions (2016-2017)
- Michael Labelle – guitare rythmique, screaming (2015-2017), chant (2017)

### Anciens membres
- Curtis Danger – basse (2005)
- Jordan Blake – chant (2005–2007)
- Joey Wilson – guitare lead (2005–2012)
- Brian White – basse, screaming (2005–2014)
- Cory La Quay – batterie, percussions (2005–2014/2015)
- Michael Jagmin – chant (2007–2017)
- Brandon Richter – batterie, percussions (2014/2015–2016)

### Membres de tournée
- Jonny Craig – chant (2007)
- Craig Mabbitt – chant (2007)
- Justin Trotta – guitare (2010)

## Vidéographie
| Année | Titre                                     | Album                                 |
| ----- | ----------------------------------------- | ------------------------------------- |
| 2007  | Drown the City                            | She Watched the Sky                   |
| 2008  | Wires... and the Concept of Breathing     | Wires... and the Concept of Breathing |
| 2008  | This Isn't the End                        | Wires... and the Concept of Breathing |
| 2008  | Knights of the Round                      | Wires... and the Concept of Breathing |
| 2008  | All It Takes for Your Dreams to Come True | Wires... and the Concept of Breathing |
| 2008  | I'm Not a Thief, I'm a Treasure Hunter    | Wires... and the Concept of Breathing |
| 2009  | Those Cannons Could Sink a Ship           | Adelphia                              |
| 2011  | Too Little Too Late                       | Identity on Fire                      |
| 2012  | The Cali Buds                             | Identity on Fire                      |
| 2013  | Rise                                      | Rise                                  |
| 2014  | Crazy                                     | Rise                                  |
| 2015  | Within These Walls                        |                                       |
| 2015  | Just Stay (Acoustic)                      | Rise: Ascension                       |
| 2015  | Bring Me a War                            | ASD                                   |